# Probithia imprimata
Probithia imprimata là một loài bướm đêm trong họ Geometridae.